# Conclavul din 2013

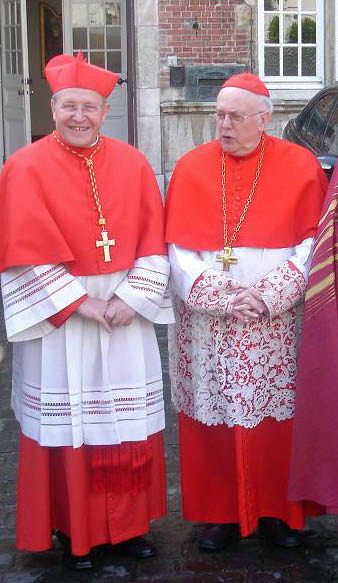
Cardinalii Kasper și Danneels

Conclavul din 2013 a fost întrunirea cardinalilor pentru alegerea succesorului papei Benedict al XVI-lea în funcția de episcop al Romei și papă al Bisericii Catolice, după ce acesta s-a retras din funcție în data de 28 februarie 2013.
Conclavul s-a fost desfășurat în Capela Sixtină între 12-13 martie 2013.
Numărul cardinalilor întruniți în conclav a fost de 115. Alegerea noului papă necesită o majoritate calificată de două treimi. Conclavul a fost prezidat de cardinalul cu drept de vot care are rangul cel mai înalt, arhiepiscopul Giovanni Battista Re.
În seara zilei de 13 martie fumul alb ridicat deasupra Vaticanului a anunțat că a fost ales un nou papă, cardinalul argentinian Jorge Mario Borgoglio, care și-a luat numele de papa Francisc. A fost o sedisvacanță de 12 zile, una din cele mai scurte. După 1829 a fost primul conclav întrunit în postul Paștelui, care în a doua zi de reuniune a votat alegerea celui de-al 266-lea pontif.
Anunțul alegerii noului papă a fost făcut de cardinalul protodiacon Jean-Louis Tauran, marcat de Boala Parkinson.

## Pregătirea conclavului
Angelo Sodano, decan al colegiului cardinalilor, i-a informat la 1 martie 2013 pe toți cardinalii despre survenirea sedisvacanței. Conducerea Bisericii Catolice a revenit în această perioadă colegiului cardinalilor, alcătuit din toți cei 207 cardinali. Acest colegiu s-a întrunit cel puțin o dată pe zi, a dezbătut chestiunile de actualitate și a pregătit conclavul. Cardinalii care până în ziua survenirii sedisvacanței nu au împlinit vârsta de 80 de ani au dreptul de a se întruni în conclav. Numărul cardinalilor cu drept de vot la data începutului sedisvacanței, 28 februarie 2013, a fost 117. Cardinalul indonezian Julius Riyadi Darmaatmadja a anunțat că din motive de sănătate nu va participa la conclav. Cel mai înalt cleric din Marea Britanie, cardinalul scoțian Keith O'Brien, a anunțat de asemenea că nu va participa la conclav, după ce papa Benedict al XVI-lea i-a acceptat în data de 18 februarie demisia din funcția de arhiepiscop de Edinburgh, în urma suspiciunii de comportament nepotrivit.

## Papabili
| Repartizarea cardinalilor electori pe regiuni geografice |                     |
| Italia                                                   | 28                  |
| Restul Europei                                           | 32                  |
| America de Nord                                          | 14                  |
| America Latină                                           | 19                  |
| Africa                                                   | 11                  |
| Asia                                                     | 10                  |
| Oceania                                                  | 1                   |
| Total                                                    | 115                 |
| Papă emerit                                              | Benedict al XVI-lea |
| Noul papă                                                | Papa Francisc       |

Drept candidați cu șanse de a fi aleși au fost enumerați: 
- Christoph Schönborn, arhiepiscop al Vienei,[5][6]
- Peter Turkson, Ghana,
- Marc Ouellet, arhiepiscop emerit de Quebec,
- Péter Erdő, arhiepiscop de Esztergom,
- Odilo Scherer, arhiepiscop de São Paulo,[7]
- Angelo Scola, arhiepiscop de Milano.[8]

## Varia
Cardinalul Walter Kasper, episcop emerit de Rottenburg-Stuttgart, fost președinte al Consiliului pentru Promovarea Unității Creștinilor, a împlinit vârsta de 80 de ani în data de 5 martie 2013, la mai puțin de o săptămână de la survenirea sedisvacanței. Cardinalului Kasper, ca decan de vârstă și unul din cei mai de seamă teologi contemporani, a fost considerat unul din oamenii-cheie ai conclavului, la care ceilalți cardinali au privit ca spre un punct de referință, asemeni rolului avut de cardinalul Franz König la alegerea papei Ioan Paul al II-lea.